# 境新一
境 新一（さかい しんいち、1960年11月 - ）は、日本の経営学者、プロデューサー。専門は経営学（経営管理論、事業創造論、国際経営論、芸術経営論）、法学（会社法、民事訴訟法）、経営学を中心とする学際研究。

## 来歴
東京都生まれ。1979年、開成高等学校卒業。1984年、慶應義塾大学経済学部経済学科卒業、日本長期信用銀行に入行し、調査役・支店長代理などを務めた（-1997年）。1992年、筑波大学大学院経営・政策科学研究科修士課程経営システム科学専攻修了、修士（経営学）。1994年、筑波大学大学院経営・政策科学研究科修士課程企業法学専攻修了、修士（法学）。1997年、横浜国立大学大学院国際開発研究科国際開発経営専攻修了、博士（学術）。
1997年、長銀ビジネスサービス株式会社 翻訳部チーフスタッフ（- 1999年）。1999年、東京家政学院大学人文学部文化情報学科・同大学院人間生活学研究科助教授、2007年、成城大学経済学部・同大学院経済学研究科准教授、2010年同教授。他に、桐朋学園大学、東北公益文科大学、筑波大学大学院、法政大学、日本大学、中央大学大学院、フェリス女学院大学、大妻女子大学、国士舘大学、昭和女子大学、昭和音楽大学などで兼任講師を務める。2016年、一般社団法人成城古典芸能協会理事。
プロデューサーとしては、1996年、境企画（非営利団体）を設立して代表に就任し、2024年に株式会社ブレイン・コミュニケーション・コンサルティング代表取締役に就任。ブレインコミュニケーションマップ［登録6629038、4名共願、2022］、ブレインネットマップ［登録6629039、同左］。
所属学会は、組織学会、国際ビジネス研究学会、日本ベンチャー学会、経営学史学会、日本公益学会、日本アートマネジメント学会、経営哲学学会、日本私法学会、国際戦略経営研究学会、文化経済学会、社会・経済システム学会、現代公益学会、日本協同組合学会、日本プロモーショナル・マーケティング学会、日本マーケティング学会である。
社会科と数学科の教職員免許（中学校・高等学校）を所有する。

## 書籍

### 単著
- 『企業紐帯と業績の研究－組織間関係の理論と実証』文眞堂（2003年、2009年、第2版：2017年、第2版増補版：2024年）
- 『法と経営学序説－企業のリスクマネジメント研究－』文眞堂（2005年）
- 『今日からあなたもプロデューサー　：イベント企画制作のためのアート・プロデュース＆マネジメント入門』レッスンの友社（2009年）
- 『現代企業論－経営と法律の視点－』文眞堂（第5版：2015年、第2刷：2018年）
- 『アート・プロデュース概論』中央経済社（2017年、第2刷：2021年）

### 共著
- 『アート・プロデュースの現場』論創社（2010年）
- 『アート・プロデュースの仕事』論創社（2011年）
- 『経営学史叢書Ⅱファヨール』文眞堂（2011年）
- 『アグリ・ベンチャー　新たな農業をプロデュースする』中央経済社（2013年、第4刷：2018年）
- 『公益叢書第一輯　東日本大震災後の公益法人・ＮＰＯ・公益学』文眞堂（2013年）
- 『アート・プロデュースの未来』論創社（2015年）
- 『公益叢書第三輯　東日本大震災後の協同組合と公益の課題』文眞堂（2015年）
- 『アート・プロデュースの技法』論創社（2017年）
- 『公益叢書第五輯　文化創造と公益』文眞堂（2017年）
- 『アグリ・アート　感動を与える農業ビジネス』中央経済社（2020年、第2刷：2021年）
- 『アート・プロデュースの冒険』論創社（2020年）
- 吉岡洋・岡田温司・津上英輔 編『美学の事典 Encyclopedia of Aesthetics』丸善出版（2020年、全735頁）

　　：第8章・社会と美学「経営学からみたアートの新展開―プロデュースとマネジメントによる感動創造」（602-605頁）
- 『公益叢書第七輯　SDGsとパンデミックに対応した公益の実現』文眞堂（2022年）
- 境新一・谷真哉・榎本正『新事業創造のための発想法：素人発想・玄人実行にもとづくブレインマップの手法』文眞堂（2022年）